# Con alas pa' volar
Con alas pa' volar es una película ecuatoriana de género cómico-dramático que se estrenó a nivel nacional el 19 de agosto de 2016. Fue dirigida y producida por Alex Jácome y protagonizada por el cantante Felipe Centeno.

## Argumento
La historia trata de Roberto Nieves, un piloto de aerolínea quien se enamora de Pamela, una publicista, quienes procrean un hijo llamado Tito Nieves, el mismo que hace to lo posible para que se vuelvan a unir luego de estar peleados.
En la cinta los protagonistas son representados por afroecuatorianos de estatus alto, con la intención de cambiar el estereotipo que se tiene sobre ellos como personas de bajos recursos. Se aborda la temática de separación familiar, en un género cómico-dramático con mensaje espiritual.

## Reparto
- Felipe Centeno como Tito Nieves
- Fabio Nieves como Roberto Nieves
- Katherine Palma como Pamela

## Producción
La película fue dirigida por Alex Jácome, nacido en 1979, siendo esta su primera producción, la cual trabajó con el aval de JM Films y Heaven Studios. Los protagonistas escogidos para la obra fueron el cantante Felipe Centeno, los actores Fabio Nieves y Katherine Palma, y el actor y productor mexicano Arturo Allen. También fueron parte del elenco Darío León, Adriana Manzo, Marco de la Torre, Gabriela Jiménez, Sujey Delgado y Raúl Portilla. El productor fue el mayor de la Policía Nacional Byron Liger, quien vio su trabajo como un aporte a la sociedad.
La película fue escrita por Jácome en 2012, luego de su regreso de Italia donde estudió cine. Poco después Allen recomendó como guionista al puertorriqueño Julio Román, quien en 3 meses lo terminó. El rodaje se inició en 2014 en localidades de Quito, Guayaquil, Galápagos, Alausí y Salinas. Luego de dos años de producción con un equipo de 30 personas y 500 extras, y con una duración de 90 minutos, la película se estrenó el 19 de agosto de 2016.
La película contó con un presupuesto de 35 mil dólares iniciales, cifra que según su director se cuadriplicó pero que no quiso revelar.
La banda sonora de la película incluye la canción Amor de playa del cantante Kleber Alejandro, luego que Jácome lo conociera en Guayaquil por medio de un amigo en común que conoció en Italia y al escuchar la canción le dijo "No puede ser, es como si tú hubieras compuesto esa música para la película". La canción Mi amor te sostendrá de la agrupación musical Sacrificio también es parte de la banda sonora.